# Gęś kubańska
Gęś kubańska – odmiana gęsi domowej (grubonosej). Jest nieco mniejsza od rodzimej w Polsce gęsi suwalskiej.
Odmianę udomowiono około roku 1000, a pochodzi ona z terenów od Uralu do Japonii, wywodząc się od gęsi łabędzionosej (suchonosej). W Polsce rozpowszechniła się dzięki importowi ze Związku Radzieckiego od lat 70. XX wieku. Jest stosunkowo płochliwa, np. spłoszona w czasie wysiadywania jaj porzuca gniazdo. Upierzenie na szyi jest szaro-brązowe, a na bokach i grzbiecie szare. Ułożenie szarych piór z obwódką przypomina rybią łuskę. Charakterystyczny dla odmiany i bardzo rozpoznawalny jest garb nad dziobem i sakiewka na podgardlu. Podobne formy nie są spotykane u polskich gatunków rodzimych. Głos wydawany przez gęsi kubańskie określany jest jako trąbiący. Możliwe jest krzyżowanie z innymi odmianami. Osobniki osiągają długość ciała od 90 do 95 cm i ważą od 6 do 8 kg (samce są większe od samic). Jest to odmiana przyjazna i łatwa w utrzymaniu, polecana dla początkujących hodowców.
Nazwa odmiany pochodzi od Niziny Kubańskiej w Rosji, skąd sprowadzano ją do Polski w czasach ZSRR.